# Ho Sok Fong

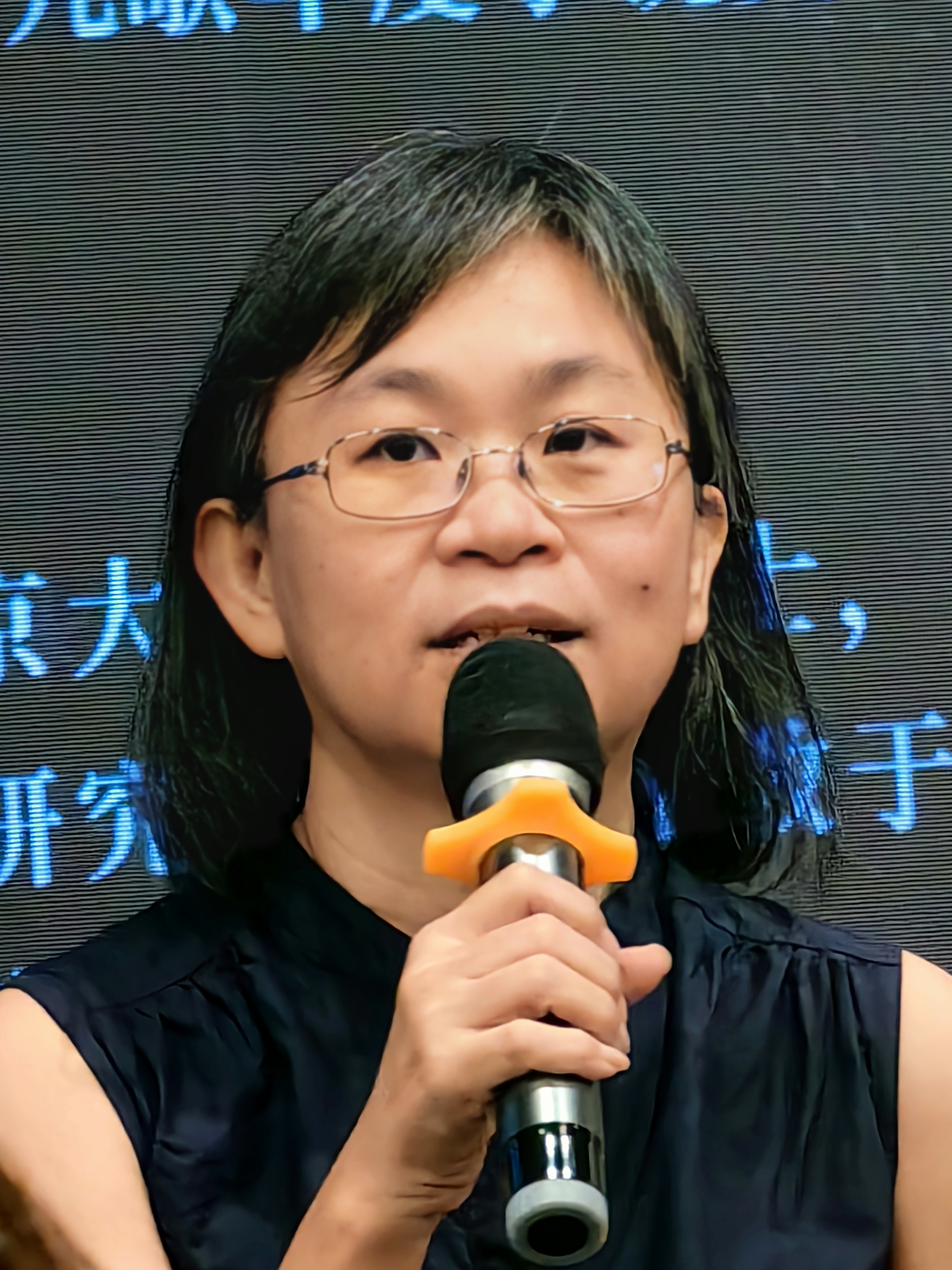
Hok en la Feria del Libro de Shanghai, 2024.

Ho Sok Fong (chino: 賀淑芳; pinyin: Hè Shūfāng; Jyutping: Ho6 Suk6 Fong1; Pe̍h-ōe-jī: Hō Siok-hong, 26 de noviembre de 1970) es una escritora de relatos malaya-china y profesora de la Universidad Nacional de las Artes de Taipei. Muchos de sus cuentos se centran en la vida de las mujeres de la sociedad malaya moderna, la literatura y la cultura mahua (chino-malasia) y la importancia de la etnia,  la identidad y la religión en Malasia. Actualmente reside en Taipei. 

## Biografía
Ho nació en Kedah y fue formada como ingeniera en la Universiti Sains Malaysia, posteriormente se doctoró en lengua y literatura chinas en la Universidad Tecnológica de Nanyang en 2017. Su cuento Bie zai tiqi (Nunca vuelvas a mencionarlo), escrito en 2002, se publicó en la antología Huidao Malaiya. Huama xiaoshuo qishi nian (Regreso a Malaya: historias de escritores chinos malasios, 1937-2007). Ha publicado dos colecciones de cuentos en chino, Maze Carpet y Lake Like a Mirror, el último fue traducido al inglés por Natascha Bruce y publicado  por Granta en el Reino Unido y Two Lines Press en Estados Unidos. Entre otros premios, Ho recibió el Premio de Ficción Chiu Ko 2015, el 25º Premio de Cuento Corto del China Times, el Premio PEN en inglés y el Premio de Cuento Corto de United Press.   Lake Like a Mirror también obtuvo una nominación para el Premio Warwick para Mujeres Traductoras ; Bruce recibió un premio PEN Translates por la traducción.  